# Pitthea subflaveola
Pitthea subflaveola là một loài bướm đêm trong họ Geometridae.